# Say You Do (Janet Jackson)
Say You Do è un brano della cantante statunitense Janet Jackson estratto come singolo nel 1983 dal suo primo album in studio, Janet Jackson.

## Tracce
1. Say You Do
2. You'll Never Find (A Love Like Mine)

## Versioni ufficiali
1. Say You Do (Album Version) – 5:20
2. Say You Do (Seven Inch Version) – 3:48
3. Say You Do (Specially Remixed Version) – 6:49

## Classifiche
| Classifica (1983)                           | Posizione massima |
| ------------------------------------------- | ----------------- |
| Classifica singoli black di Billboard (USA) | 15                |
| Classifica dance di Billboard (USA)         | 11                |

## Interpretazioni dal vivo
Jackson interpretò questo brano nel Rock Witchu Tour, all'Essence Music Festival del 2010 a New Orleans, Stati Uniti, e nello State of the World Tour del 2017-2019.